# 凯尔泰斯西盖特
凯尔泰斯西盖特，是匈牙利贝凯什州所辖的一个村。总面积39.11平方公里，总人口391，人口密度10.0人/平方公里（2011年1月1日）。